# Tegenstroom (Nederlands tijdschrift)
Tegenstroom was een Nederlands literair tijdschrift onder redactie van Theo Kars en Boudewijn van Houten dat in 1964 en 1965 is verschenen.
In 1964 verschenen zes nummers van het tijdschrift en in 1965 nog vier nummers. Zij werden voornamelijk gevuld door de redacteuren. Het laatste nummer bevatte de mededeling dat de uitgave van het tijdschrift werd gestaakt aangezien de drijvende kracht achter het tijdschrift, de heer Kars, was gearresteerd op verdenking van oplichting van de Rijkspostspaarbank. Exemplaren van het tijdschrift gelden nu als collector's item.